# Ларуэй, Джейсон
Дже́йсон Ла́руэй (англ. Jason Larway; род. 23 марта 1970, Сиэтл, Вашингтон) — американский кёрлингист.
В составе мужской сборной США участник нескольких чемпионатов мира, в 1992 бронзовый призёр. Четырёхкратный чемпион США среди мужчин, чемпион США среди смешанных команд.
В основном играл на позиции четвёртого, был скипом команды.

## Достижения
- Чемпионат мира по кёрлингу среди мужчин: бронза (1992)
- Чемпионат США по кёрлингу среди мужчин: золото (1989, 1992, 2001, 2004), серебро (1993), бронза (2006, 2007, 2008).
- Континентальный Кубок по кёрлингу (в составе команды Северной Америки): золото (2004).
- Чемпионат США по кёрлингу среди смешанных команд: золото (2002).
- Чемпионат США по кёрлингу среди юниоров: серебро (1988).

- Лучший кёрлингист года в США (англ. USA Curling Male Athlete of the Year): 2001.

## Команды
| Сезон                                          | Четвёртый      | Третий         | Второй         | Первый             | Запасной Тренер                   | Турниры                              |
| ---------------------------------------------- | -------------- | -------------- | -------------- | ------------------ | --------------------------------- | ------------------------------------ |
| 1987—88                                        | Джейсон Ларуэй | Джоэл Ларуэй   | ?              | ?                  |                                   | ЧСШАЮ 1988                           |
| 1988—89                                        | Джим Вукич     | Кёртис Фиш     | Бард Нордлунд  | Джим Плезантс      | Джейсон Ларуэй                    | ЧСШАМ 1989 · WCC 1989 (10 место)     |
| 1991—92                                        | Даг Джонс      | Джейсон Ларуэй | Джоэл Ларуэй   | Том Виолетт        |                                   | ЧСШАМ 1992 · ЧМ 1992                 |
| 1992—93                                        | Джейсон Ларуэй | Джоэл Ларуэй   | ?              | ?                  |                                   | ЧСШАМ 1993                           |
| 1994—95                                        | Джейсон Ларуэй | Джоэл Ларуэй   | ?              | ?                  |                                   | ЧСШАМ 1995 (??? место)               |
| 1996—97                                        | Пит Фенсон     | Джейсон Ларуэй | Джоэл Ларуэй   | Эрик Фенсон        |                                   |                                      |
| 1998—99                                        | Джейсон Ларуэй | Трэвис Уэй     | Джоэл Ларуэй   | Том Виолетт        |                                   |                                      |
| 1999—00                                        | Пит Фенсон     | Джейсон Ларуэй | Шон Рожески    | Эрик Фенсон        |                                   |                                      |
| 2000—01                                        | Джейсон Ларуэй | Грег Романюк   | Трэвис Уэй     | Джоэл Ларуэй       | Даг Кауфман тренер: Джек Макнелли | ЧСШАМ 2001 · ЧМ 2001 (6 место)       |
| 2001—02                                        | Джейсон Ларуэй | Крейг Дишер    | Трэвис Уэй     | Джоэл Ларуэй       | Даг Кауфман тренер: Mike Hawkins  | АООК 2001 (7 место)                  |
| 2001—02                                        | Джейсон Ларуэй | Грег Романюк   | Джоэл Ларуэй   | Даг Кауфман        |                                   | ЧСШАМ 2002 (6 место)                 |
| 2002—03                                        | Джейсон Ларуэй | Джоэл Ларуэй   | Брэйди Кларк   | Кен Траск          |                                   | ЧСШАМ 2003 (9 место)                 |
| 2003—04                                        | Джейсон Ларуэй | Даг Поттинджер | Джоэл Ларуэй   | Билл Тодхантер     | Даг Кауфман тренер: Don Pottinger | ЧСШАМ 2004 · ЧМ 2004 (9 место)       |
| 2004—05                                        | Джейсон Ларуэй | Даг Поттинджер | Джоэл Ларуэй   | Билл Тодхантер     |                                   | ККК 2004 · ЧСШАМ/АООК 2005 (7 место) |
| 2005—06                                        | Брэйди Кларк   | Wes Johnson    | Джейсон Ларуэй | Джоэл Ларуэй       |                                   | ЧСШАМ 2006                           |
| 2006—07                                        | Джейсон Ларуэй | Колин Хафман   | Джоэл Ларуэй   | Steven Demlow      |                                   | ЧСШАМ 2007                           |
| 2007—08                                        | Джейсон Ларуэй | Колин Хафман   | Грег Персингер | Джоэл Ларуэй       | Steven Demlow                     | ЧСШАМ 2008                           |
| 2008—09                                        | Джейсон Ларуэй | Колин Хафман   | Джоэл Ларуэй   | Билл Тодхантер     | Грег Джонсон                      |                                      |
| 2010—11                                        | Джейсон Ларуэй | Колин Хафман   | Шон Бейтон     | Джоэл Ларуэй       |                                   | ЧСШАМ 2011 (9 место)                 |
| 2012—13                                        | Mark Johnson   | Джейсон Ларуэй | Джоэл Ларуэй   | Christopher Rimple |                                   |                                      |
| Кёрлинг среди смешанных команд (mixed curling) |                |                |                |                    |                                   |                                      |
| 2001—02                                        | Брэйди Кларк   | Кристин Кларк  | Джейсон Ларуэй | Kim Kropp          |                                   | ЧСШАСК 2011 (9 место)                |

(скипы выделены полужирным шрифтом)

## Частная жизнь
Его брат Джоэл Ларуэй — тоже кёрлингист, много раз братья играли в одной команде.